# 菲利帕·福特
菲利帕·露絲·福特（英語：Philippa Ruth Foot，1920年10月3日—2010年10月3日），婚前姓博桑奎特（Bosanquet），英国哲学家，她在二战后非自然主义分析哲学占主导地位的背景下，发展了自然主义观点的道德哲学。

## 生平
菲利帕·福特的外祖父是美国第22和24任总统格罗弗·克利夫兰。
1942年，福特毕业于牛津大学萨默维尔学院，取得学士学位，后在皇家国际事务研究所任研究员，二战后回到牛津大学，1946年获得硕士学位，1949年成为萨默维尔学院研究员，并在此担任讲师，1967年至1969年担任副院长。1976年进入加利福尼亚大学洛杉矶分校哲学系，1991年退休。
在萨默维尔学院时，福特受到同事伊丽莎白·安斯康姆（路德维希·维特根斯坦的学生）的影响，福特开始怀疑道德判断并不表现现实世界，而只表达了情感这一当时道德哲学界的主流观点。在她1958年的论文《道德辩论》和《道德信念》中，福特开始驳斥非自然主义伦理学的一些假定说法并试图证明道德观点是基于人类生活的。在1972年《作为假设命令体系的道德》一文中，福特在她的体系中引入了主观主义的元素，承认了价值观是选择的产物，而不是来自于本性。在2001年的《天然之善》一文中，她修正了她的观点，认为价值观客观地植根于人类天然的需求之中。

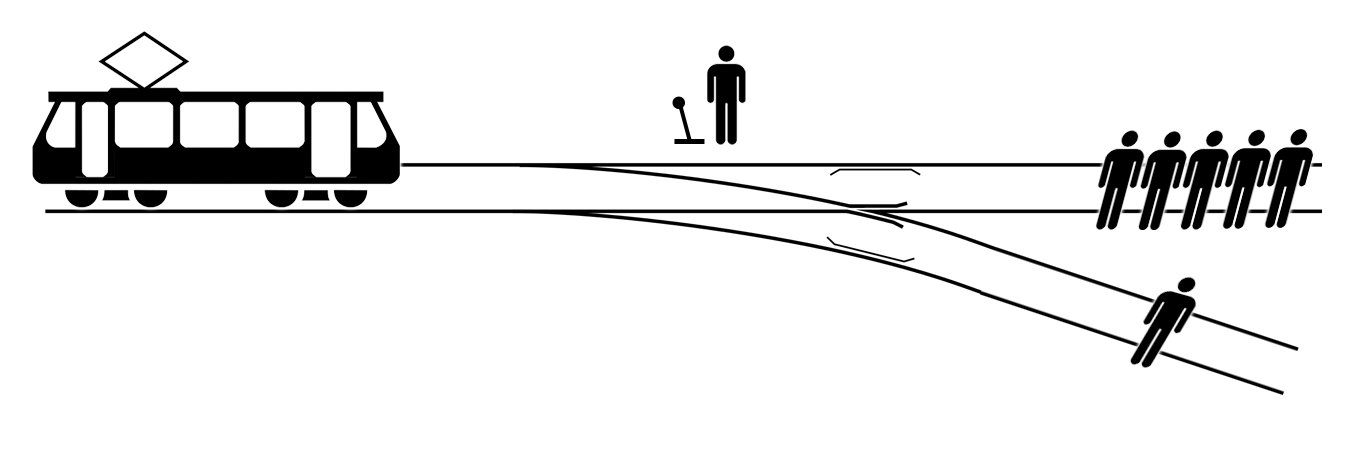
有轨电车难题

她对伦理学最知名的贡献可能是“有轨电车难题”，这一难题突出了义务论和结果主义之间的冲突：假设你看到一辆刹车坏了的有轨电车，即将撞上前方轨道上的五个人，而旁边的备用轨道上只有一个人，如果你什么都不做，五个人会被撞死。你手边有一个按钮，按下按钮，车会驶入备用轨道，只撞死一个人。你是否应该牺牲这一个人的生命而拯救另外五个人？
其他哲学家进一步阐述了这一问题并利用它来解释道德判断的更多方面。